# FISU-Schanzen
FISU-Schanzen – kompleks skoczni narciarskich w austriackiej miejscowości Absam. W skład kompleksu wchodzą skocznia średnia FISU-Schanze (dawniej Ing.-Arnold-Schanze) K63 oraz grupa skoczni małych (K40, K19, K15, K5) znanych jako Bettelwurfschanzen.
Kompleks zbudowano w 1967 z okazji Zimowej Uniwersjady 1968 w Innsbrucku. W latach 2006 i 2008 dokonywano ich przebudowy. Na skoczniach nie odbywają się zawody międzynarodowe.